# Castillo de La Alameda
Castillo de La Alameda, Castillo de Barajas eller Castillo de los Zapata är beläget i stadsdelen Alameda de Osuna i Barajas i Comunidad de Madrid i Spanien. Det byggdes på 1400-talet på en liten kulle, vid foten av den tidigare bebyggelsen vid La Alameda. 
Slottet hör nu till Madrids Ayuntamiento, som fick det överlåtet till sig vid en kommunsammanläggning. Byggnaden, som befinner sig i ett stadium av halvt ruin, är en av fyra medeltida befästningar som finns inom Madrids gränser, tillsammans med Castillo de Viñuelas och resterna av de murar som byggdes av araberna och av de kristna.

## Historia
Slottet byggdes mellan 1431 och 1476, enligt dokumentation från den tiden, på begäran av den mäktiga familjen Mendoza. 
Slottets historia är sedan tidigt datum starkt kopplad till familjen Zapata, ett adelsnamn i det tidiga medeltida Madrids historia. Runt befästningen skapade man en señorío, som sträckte sig till husen i La Alameda och Barajas. Det gavs som förläning till Inés de Ayala och Ruiz Sanz Zapata av kung Johan II av Kastilien.
1575 byggdes den ursprungliga byggnaden om och utökades av Francisco Zapata de Cisneros, señor de La Alameda och greve av Barajas. Han byggde till ett kärntorn, man byggde pelargångar  längs östra och södra sidan och gjorde större och ljusare fönsteröppningar.
Bland de historiska personligheter som har passerat slottet märks hertigen av Alba, som bodde där 1580, vid sin återkomst efter utvisningen från Uceda. På platsen dog hertigen av Osuna (1622), efter en kort fångenskap. Efter hans död beslöt hans fru, grevinnan av Benavente, att köpa intilliggande marker som med tiden gav plats för lantegendomen Alameda de Osuna.
Under 1700-talet stod slottet öde. Förfallet blev särskilt tydligt under 1800-talet, då det plundrades och man hämtade också sten för att bygga panteónen för Fernán Núñez, den familj som ärvde adelstiteln för condado de Barajas. Under första hälften av 1900-talet led slottet ytterligare skador under spanska inbördeskriget.

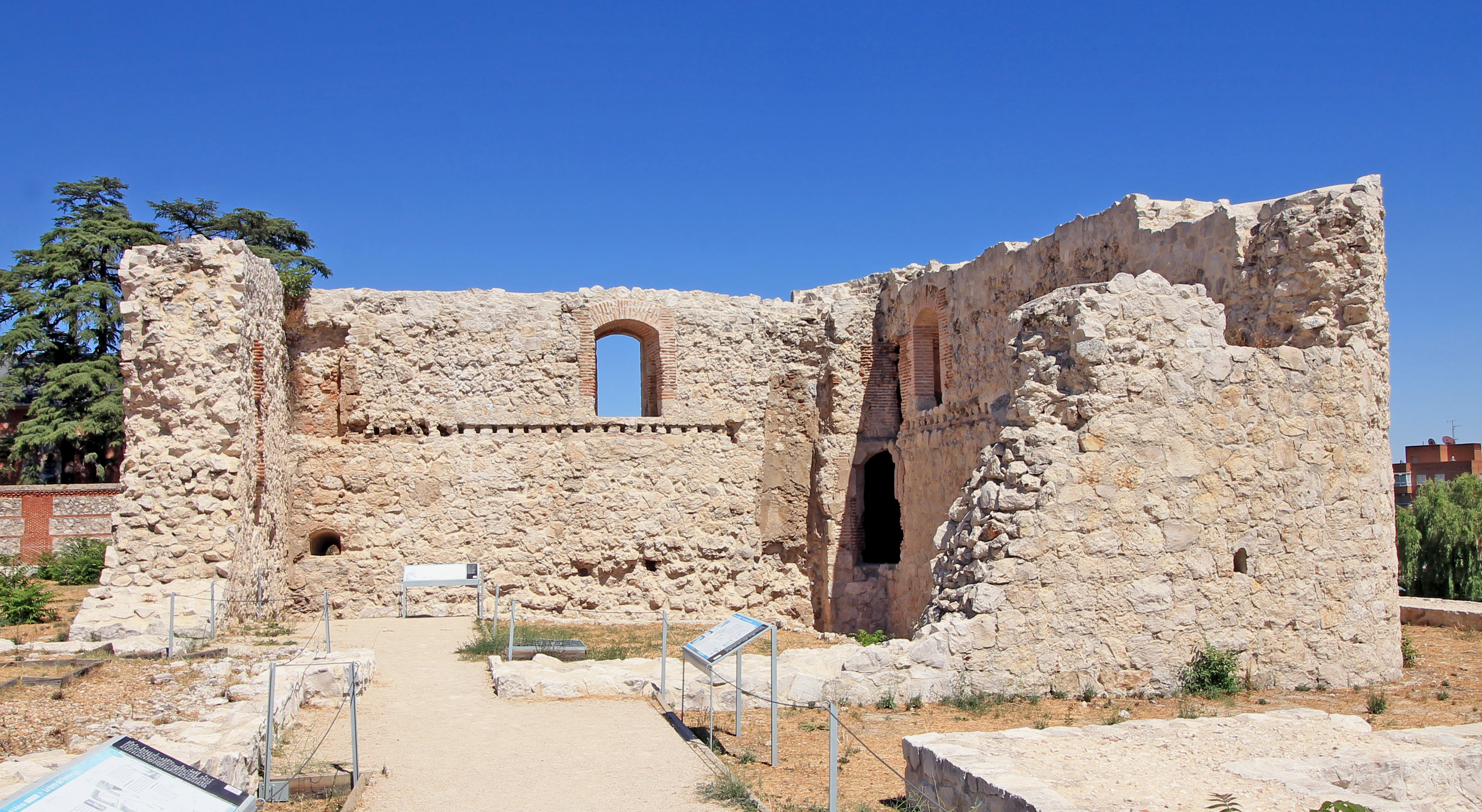
Castillo de La Alameda, 2016.
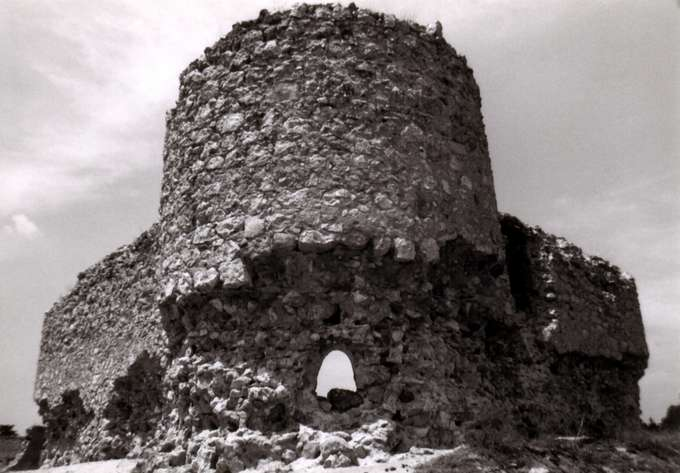
Castillo de La Alameda, 1988.
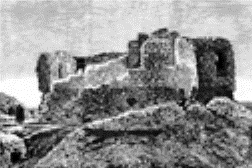
Slottet i ruiner, gravyr från 1886.

## Beskrivning
El castillo de La Alameda är av små dimensioner. Den inre arean uppgår till ungefär 200 m². Formen är rektangulär, med rundade sidor. 
Av tornen kvarstår endast två, ett rektangulärt i nordvästra hörnet, och ett annat cylinderformat i motsatt hörn.
Under 1980-talet gjordes olika arkeologiska utgrävningar, som har visat att byggnaden står på rester av tidigare byggnader, såväl pre-romerska som sen-romerska.